# Нидерланды на летних Олимпийских играх 1988
Нидерланды были представлены на летних Олимпийских играх 1988 года 147 спортсменами (93 мужчины, 54 женщины), выступившими в состязаниях по 17 видам спорта. Нидерландская сборная завоевала 9 медалей (2 золотых, 2 серебряных и 5 бронзовых), что вывело её на 22 место в неофициальном командном зачёте.

## Медалисты
| Франк Лейстра     | Герт Ян Схлатманн    |
| Марк Беннинга     | Тим Стенс            |
| Сес Ян Дипевен    | Флорис Ян Бовеландер |
| Мауритс Крюк      | Патрик Фабер         |
| Рене Классен      | Роналд Янсен         |
| Хендрик Ян Койман | Хидде Крёйзе         |
| Марк Делиссен     | Эрик Парлевлит       |
| Жак Бринкман      | Тако ван ден Хонерт  |

| Дет Де Бёс                 | Ингрид Волфф            |
| Ивонн Бютер                | Марике ван Дорн         |
| Виллемин Арденбюрг         | Софи вон Вейлер         |
| Лаурин Виллемсе            | Алетта ван Манен        |
| Марьолейн Болхёйс-Эйсвогел | Нор Холсбур             |
| Лизанн Лежён               | Хелен Лежен-ван дер Бен |
| Карина Беннинга            | Мартина Охр             |
| Аннемике Фокке             | Аннелус Ньивенхёйзен    |

## Результаты соревнований

### Академическая гребля
В следующий раунд из каждого заезда проходили несколько лучших экипажей (в зависимости от дисциплины). В финал A выходили 6 сильнейших экипажей, ещё 6 экипажей, выбывших в полуфинале, распределяли места в малом финале B
Мужчины
| Соревнование | Спортсмены     | Предварительный заезд | Предварительный заезд | Предварительный заезд | Отборочный заезд | Отборочный заезд | Отборочный заезд | Полуфинал | Полуфинал | Полуфинал | Финал   | Финал   | Итоговое место |
| Соревнование | Спортсмены     | Заезд                 | Время                 | Место                 | Заезд            | Время            | Место            | Заезд     | Время     | Место     | Время   | Место   | Итоговое место |
| ------------ | -------------- | --------------------- | --------------------- | --------------------- | ---------------- | ---------------- | ---------------- | --------- | --------- | --------- | ------- | ------- | -------------- |
| одиночки     | Хенк-Ян Зволле | 1                     | 7:29,68               | 5                     | 1                | 7:16,23          | 2 Q              | 1         | 7:30,45   | 5         | Финал B | Финал B | 12             |
| одиночки     | Хенк-Ян Зволле | 1                     | 7:29,68               | 5                     | 1                | 7:16,23          | 2 Q              | 1         | 7:30,45   | 5         | 7:44,92 | 6       | 12             |